# Aeroportul Double Eagle II
Aeroportul Double Eagle II (IATA: KAEG, ICAO: KAEG, FAA LID: AEG) este un aeroport din New Mexico, Statele Unite ale Americii ce deservește zona Albuquerque. Aeroportul a fost tranzitat în 2017 de 4 pasageri.
Situat la o altitudine de 1.779,1176 m, aeroportul dispune de 2 piste.

## Infrastructură

### Piste
Aeroportul dispune de 2 piste. Pista 04/22 are suprafața de asfalt și dimensiunile 7.398 picioare × 100 picioare. Pista 17/35 are suprafața de asfalt și dimensiunile 5.993 picioare × 100 picioare. 